# Montertelot
Montertelot [mɔ̃tɛʁtəlo] est une commune française, située dans le département du Morbihan en région Bretagne. Elle fait partie de la communauté de communes Ploërmel communauté, du canton de Ploërmel et de l'arrondissement de Pontivy.

## Géographie

### Situation
|            | Ploërmel    |                  |
| Val-d'Oust | Montertetot |                  |
|            |             | La Chapelle-Caro |

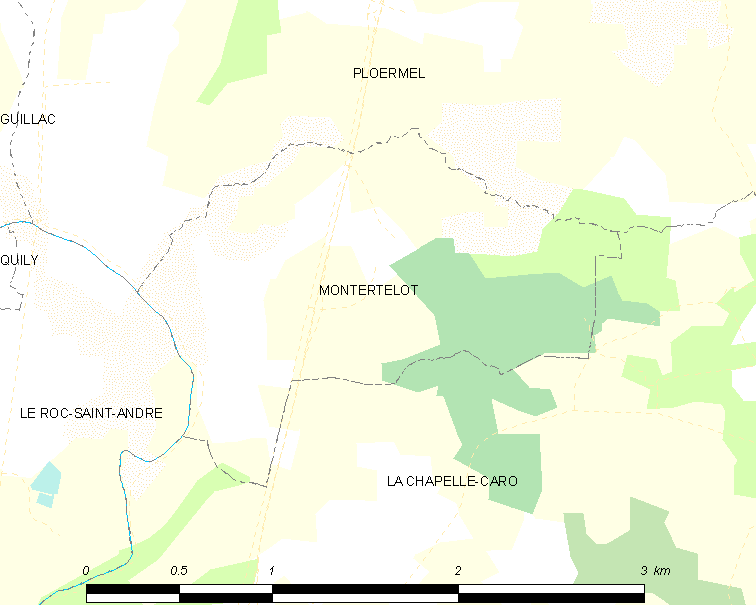
Carte de Montertelot et des communes avoisinantes.

Montertelot est un modeste bourg au pied de son fin clocher que l'on pourrait croire de montagne. Trois commerces entretiennent l'animation du bourg. Une halte nautique ainsi qu'une aire de stationnement attirent à la belle saison bon nombre d'itinérants en quête de calme, de dépaysement et d'authenticité. Une pinède de 80 hectares, le Bois de Saint-Méen, situé à l'est de la voie rapide, concentre divers loisirs nature (VTT, varappe…).
« Le cadre de notre village est incroyable, très touristique, il fait vraiment bon vivre chez nous et l’attrait touristique du canal est indéniable » déclare la maire de Montertelot, Nelly Jolivet, en 2023.

### Relief et hydrographie

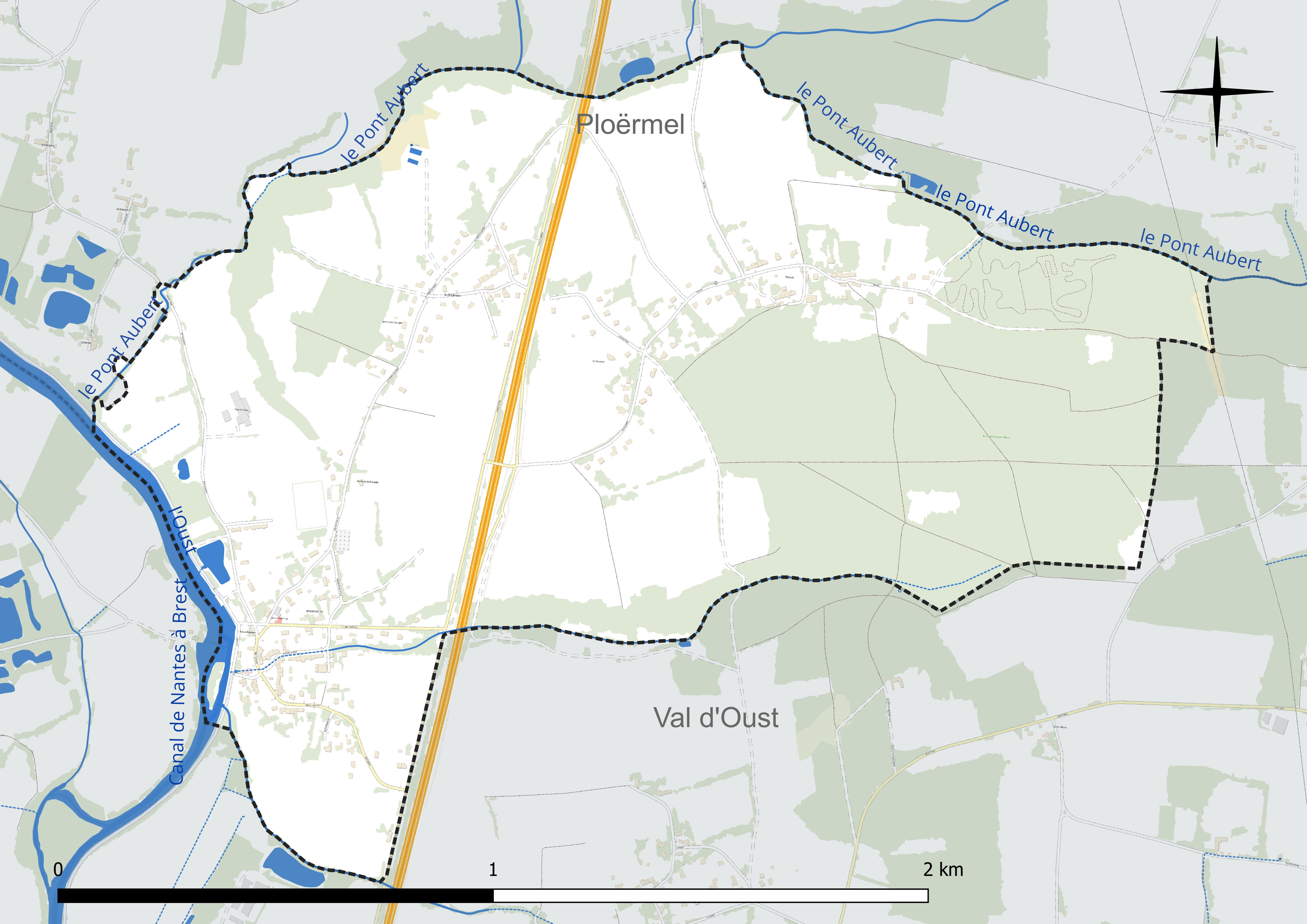
Le réseau hydrographique de la commune de Montertelot.

De petite superficie, la commune de Montertelot a toutefois un relief présentant un dénivelé notable : la partie orientale de son finage, occupée par le Bois de la Lande de Saint-Méen, atteint 103 mètres d'altitude à la limite de la commune voisine de Monteneuf, alors que la vallée de l'Oust, rivière au bord de laquelle, sur sa rive gauche (rive concave) qui forme un large méandre se trouve le bourg, est vers 21 mètres d'altitude. L'ensemble de son territoire est en pente générale vers l'ouest.
L'Oust sert de limite ouest à la commune, la séparant de la commune de Val d'Oust ; deux de ses petits affluents de rive gauche séparent aussi la commune de ses voisines : côté nord, le Ruisseau du Pont Aubert sert de limite avec Ploërmel et, côté sud, un autre tout petit affluent sert un temps de limite avec La Chapelle-Caro.

### Hydrographie
Pour un article plus général, voir Réseau hydrographique du Morbihan.
La commune est située dans le bassin Loire-Bretagne. Elle est drainée par le canal de Nantes à Brest, l'Oust, le Pont Aubert et un autre petit cours d'eau,.
Le canal de Nantes à Brest est un canal, chenal et un estuaire et un cours d'eau naturel navigable sur une grande partie de son cours, d'une longueur de 364 km, prend sa source dans la commune de Nort-sur-Erdre et se jette  dans la Loire à Nantes. 
L'Oust, d'une longueur de 145 km, prend sa source dans la commune de La Harmoye et se jette  dans la Vilaine à Rieux, après avoir traversé 46 communes. 

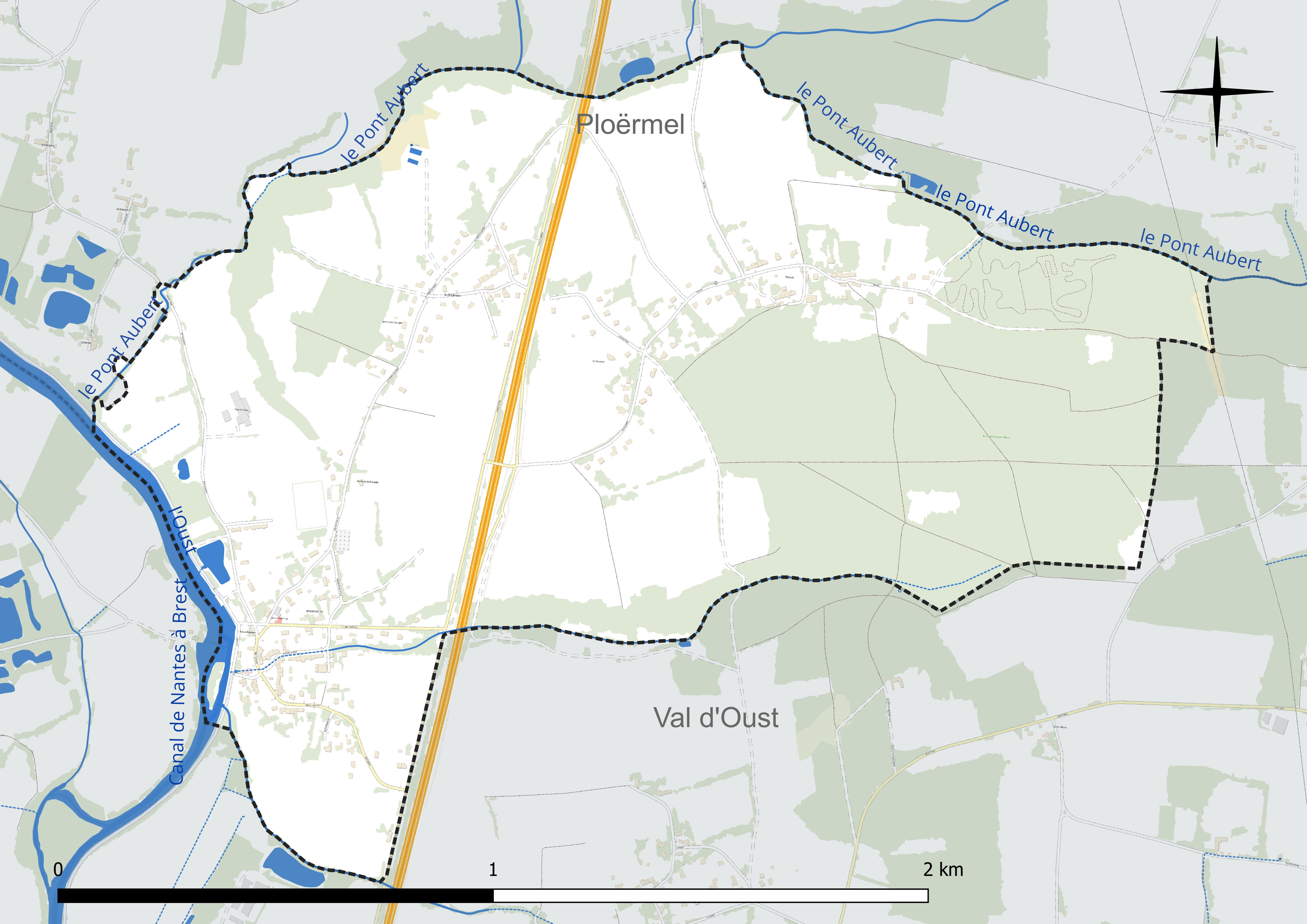
Réseau hydrographique de Montertelot.

### Climat
Pour des articles plus généraux, voir Climat de la Bretagne et Climat du Morbihan.
En 2010, le climat de la commune est de type climat océanique franc, selon une étude du CNRS s'appuyant sur une série de données couvrant la période 1971-2000. En 2020, Météo-France publie une typologie des climats de la France métropolitaine dans laquelle la commune est exposée à un climat océanique et est dans la région climatique  Bretagne orientale et méridionale, Pays nantais, Vendée, caractérisée par une faible pluviométrie en été et une bonne insolation. Parallèlement l'observatoire de l'environnement en Bretagne publie en 2020 un zonage climatique de la région Bretagne, s'appuyant sur des données de Météo-France de 2009. La commune est, selon ce zonage, dans la zone « Intérieur Est », avec des hivers frais, des étés chauds et des pluies modérées.
Pour la période 1971-2000, la température annuelle moyenne est de 11,7 °C, avec une amplitude thermique annuelle de 12,6 °C. Le cumul annuel moyen de précipitations est de 844 mm, avec 13,1 jours de précipitations en janvier et 6,5 jours en juillet. Pour la période 1991-2020, la température moyenne annuelle observée sur la station météorologique la plus proche, située sur la commune de Ploërmel à 6 km à vol d'oiseau, est de 12,0 °C et le cumul annuel moyen de précipitations est de 767,2 mm,. Pour l'avenir, les paramètres climatiques de la commune estimés pour 2050 selon différents scénarios d'émission de gaz à effet de serre sont consultables sur un site dédié publié par Météo-France en novembre 2022.

### Transports
L'Oust canalisé forme un tronçon du Canal de Nantes à Brest et sert désormais à la navigation touristique.
Située non loin de la Vélodyssée (qui ne traverse toutefois pas la commune, passant un peu plus à l'ouest sur le territoire de la commune de Val d'Oust en reprenant le tracé de l'ancienne voie ferrée de Questembert à Ploërmel), la commune est traversée par contre par le chemin de halage du canal de Nantes à Brest, et est fréquentée par les adeptes du tourisme vert : pêcheurs, randonneurs, cyclistes, plaisanciers et camping-caristes s'y côtoient ; la pelouse du quai du débarcadère est un lieu fréquenté pour les pique-niqueurs.
Le territoire communal est traversé par la Route nationale 166, axe routier Vannes - Ploërmel, aménagée en voie expresse ; la commune est desservie par l'échangeur de Ville Briend auquel elle est reliée par la RD 766a.

### Habitat
Trois lieux seulement de la commune sont habités : le bourg principalement et deux hameaux : la Ville Briend et Tressol. Une rurbanisation notable est toutefois perceptible le long des petites routes reliant ces trois lieux-dits.

## Urbanisme

### Typologie
Au 1er janvier 2024, Montertelot est catégorisée commune rurale à habitat dispersé, selon la nouvelle grille communale de densité à sept niveaux définie par l'Insee en 2022.
Elle est située hors unité urbaine. Par ailleurs la commune fait partie de l'aire d'attraction de Ploërmel, dont elle est une commune de la couronne,. Cette aire, qui regroupe 19 communes, est catégorisée dans les aires de moins de 50 000 habitants,.

### Occupation des sols
L'occupation des sols de la commune, telle qu'elle ressort de la base de données européenne d’occupation biophysique des sols Corine Land Cover (CLC), est marquée par l'importance des territoires agricoles (71,7 % en 2018), en diminution par rapport à 1990 (74,4 %). La répartition détaillée en 2018 est la suivante : 
terres arables (41 %), zones agricoles hétérogènes (30,8 %), forêts (28,3 %). L'évolution de l’occupation des sols de la commune et de ses infrastructures peut être observée sur les différentes représentations cartographiques du territoire : la carte de Cassini (XVIIIe siècle), la carte d'état-major (1820-1866) et les cartes ou photos aériennes de l'IGN pour la période actuelle (1950 à aujourd'hui).

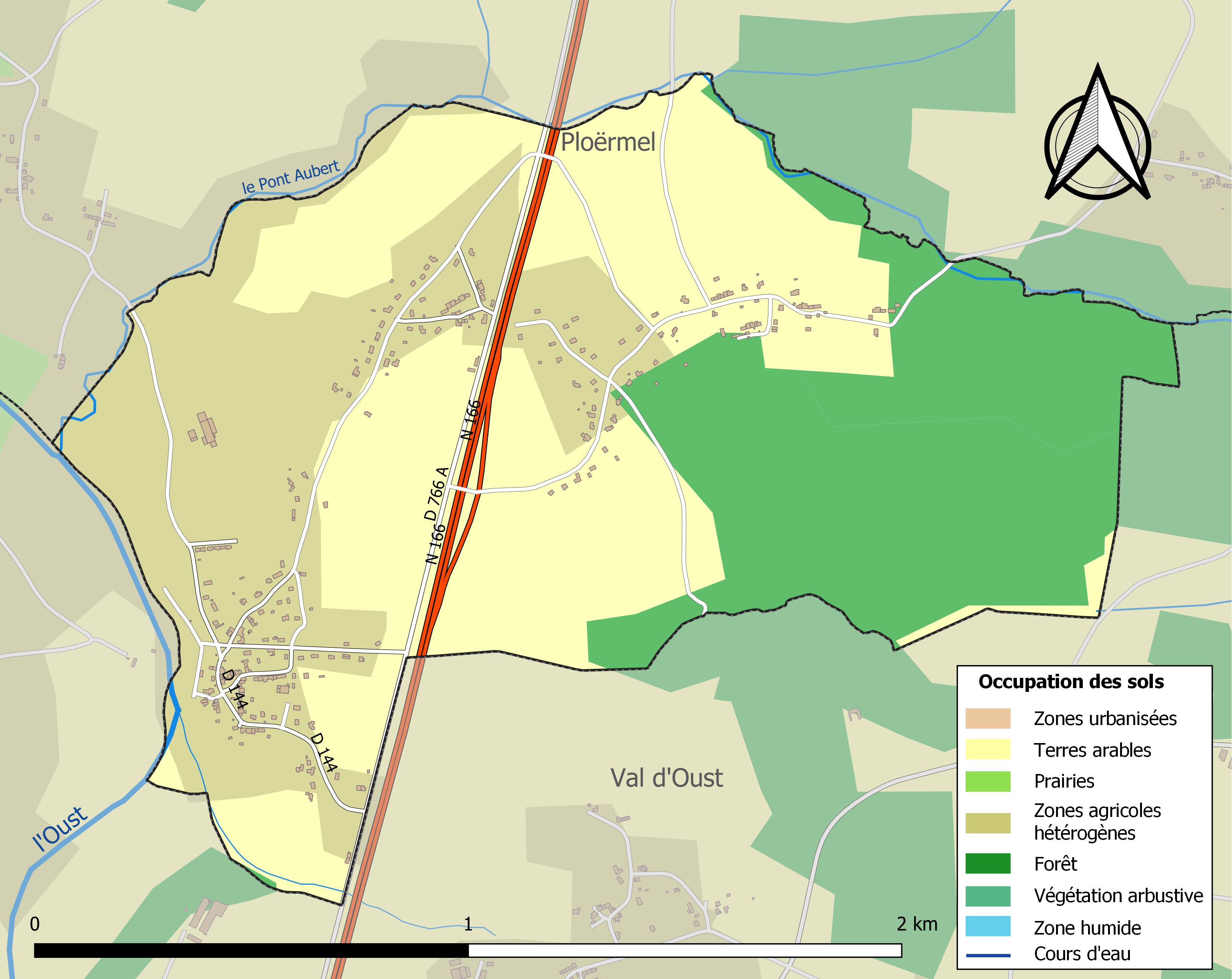
Carte des infrastructures et de l'occupation des sols de la commune en 2018 (CLC).

## Toponymie
Le nom de la localité est attesté sous les formes Montertelo en 1330 et 1481, Montretelor en 1630,.
Le premier élément Monter- est un produit du bas latin *monisterium « couvent, église », variante du latin monastērium (cf. monastère). Ce terme est attesté en ancien français sous les formes monstier, muster, moustere, d'où moustier, moutier, terme vieilli en français qui signifie « monastère, église ». Il est très répandu en toponymie sous différentes formes.
En Bretagne, les toponymes dans lesquels il apparaît sont généralement du type Monter-, comme dans Monterrein à 5 km, Monterblanc (Morbihan, Monsterblanc en 1455) à 40 km et Monterfil (Ille-et-Vilaine) à 45 km. Il existe aussi une variante rencontrée dans le Moustoir et Moustoir-Remungol, également en Bretagne.
Le second élément -telot est vraisemblablement un nom de saint. Il s'agit probablement de saint Théleau (saint du VIe siècle, san Teliav > san Telo en breton) que l'on retrouve en toponymie sous la forme Saint-Thélo (Côte-d'Armor) et Landeleau (Finistère, lann-Telo). Cette hypothèse est renforcée par le fait que saint Théleau est vénéré dans la paroisse pour avoir vaincu un dragon.

## Histoire

### Préhistoire
Une allée couverte se trouve dans le bois de la Lande de Saint-Méen, à la limite entre les communes de Montertelot et Monteneuf.

### Moyen-Âge
Montertelot était une trève de Guillac, mais aurait dépendu antérieurment de La Chapelle-Caro.

### Temps modernes

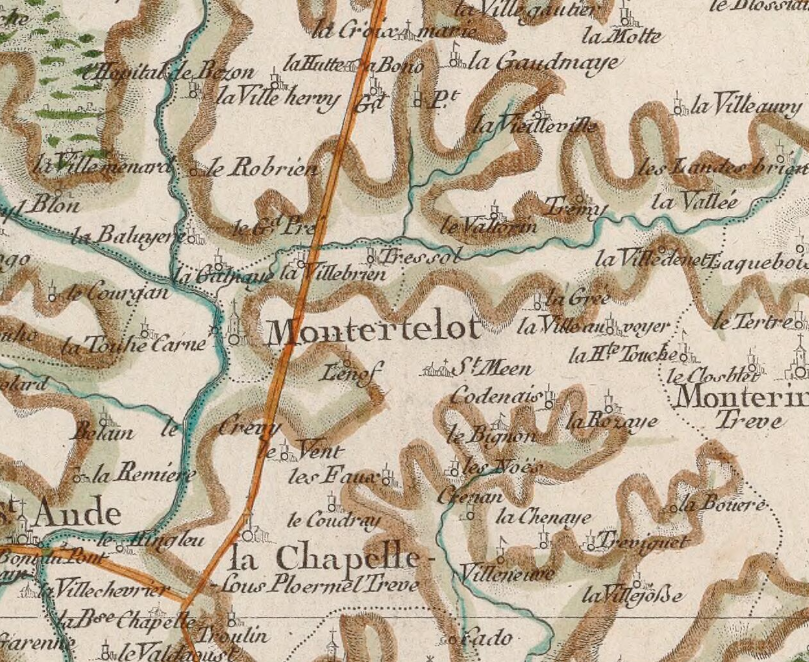
Carte de Cassini de la trève de Montertelot et de ses environs (1789).

En 1643 Pierre Rogier, écuyer, seigneur de la Crouist, qui venait de construire une nouvelle résidence à Crévy, près du bourg de Montertelot (mais en La Chapelle-Caro), demanda au Roi le droit d'y incorporer diverses justices qu'il possédait sur le territoire des paroisses voisines, de changer le nom de la paroisse de Montertelot en celui de "Crévy" et d'y tenir quatre foires annuelles.
La trève de Montertelot comptait trois seigneuries : Montertelot, Tressol et la Ville-Brient.
Le moulin de Montertelot, « trève et seigneurie de Guillac » était un moulin à papier au XVIIIe siècle, mais son rendement était médiocre.

### Révolution française
En 1491 le curé de Montertelot, Bonno, refusa de prêter le serment de fidélité à la Constitution civile du clergé, devenant donc prêtre réfractaire.
La commune de Montertelot est créée en 1793.

### LeXIXesiècle
La paroisse succursale de Montertelot (ainsi que celle de Gourhel) est supprimée par une ordonnance du gouvernement impérial en date du 6 février 1809. Montertelot dépend alors de la paroisse de Ploërmel, mais dispose d'un prêtre résidant.
A. Marteville et P. Varin, continuateurs dOgée, décrivent ainsi Montertelot en 1853 :

« Montertelot : commune formée de l'ancienne trève de ce nom, et qui n'est pas encore succursale [faux, Montertelot est érigé en paroisse succursale en 1839]. (..) Principaux villages : la Ville-Briens, Tressal. Superficie totale : 264 hectares 27 ares, dont (..) terres labourables 122 ha, prés et pâturages 20 ha, vergers et jardins 11 ha, landes et incultes 80 ha (..). Le bourg de Montertelot est situé sur la rive gauche de l'Oust et à une petite distance de la route royale n° 166, dite de Vannes à Dinan, qui traverse cette commune du sud-ouest au nord-est. Géologie : schiste argileux ; schiste talqueux à l'ouest. On parle le français [en fait le gallo]. »

L'abbé Richard crée en 1868 la première école de la commune.
La construction dans la commune d'un embarcadère sur le Canal de Nantes à Brest est déclarée d'utilité publique en 1871.
En 1872 le maire de Montertelot, Jean Marie Emeraud, fut suspendu pendant deux mois par le préfet du Morbihan « à la suite d'une condamnation en police correctionnelle prononcée contre ce maire pour insultes et outrages publics contre la gendarmerie ».
En 1878 la commune achète une maison pour lui servir de mairie.
Le 10 novembre 1886 le maire de Montertelot, Jean Pierre Caro, fut conduit par les gendarmes à la maison d'arrêt de Ploërmel pour s'être opposé aux lois de laïcisation des écoles. « Afin de bien prouver son innocence aux gendarmes qui l'avaient accompagné pendant son transfert de Montertelot à Ploërmel [il] a récité dévotement 13 chapelets ».

### LeXXesiècle

#### La Belle Époque
Un décret du président de la République en date du 27 février 1811 dit : « Sont attribués à la commune de Montertelot (Morbihan), à défaut de bureau de bienfaisance, les biens ayant appartenu à la fabrique de l'église de Montertelot, et actuellement placés sous séquestre, la présente attribution faite sous la condition par la commune d'affecter tous les revenus ou produits desdits biens au service des secours de bienfaisance ».

#### La Première Guerre mondiale

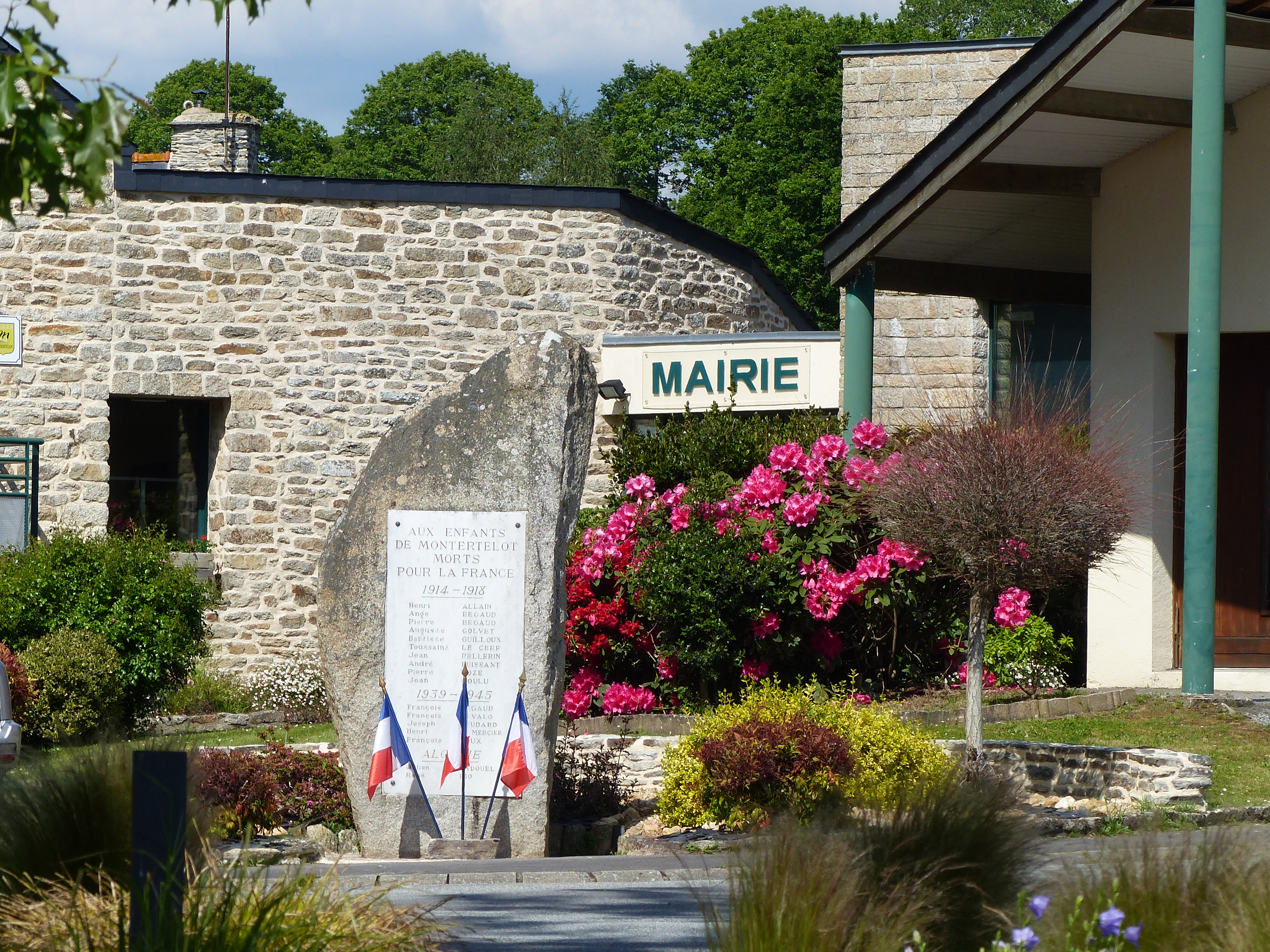
Le monument aux morts de Montertelot.

Le monument aux morts de Montertelot porte les noms de 10 soldats morts pour la France pendant la Première Guerre mondiale : parmi eux Jean Baptiste Guilloux est mort en captivité en Allemagne dès le 27 octobre 1914 ; Pierre Bégaud, soldat du 22e régiment d'infanterie, a été tué à l'ennemi le 18 avril 1918 à Kemmel (Belgique) ; les autres sont morts sur le sol français. Jean-Baptiste Guilloux et Henri Allain ont été décorés de la Médaille militaire et de la Croix de guerre.
Le monument aux morts de Montertelot est un monolithe sur lequel est apposée une plaque commémorative portant les noms des morts pour la France des diverses guerres.

#### L'Entre-deux-guerres
En 1919 le journal L'Ouest-Éclair écrit que Montertelot « est un joli petit bourg de 200 habitants, situé sur les bords de l'Oust, à 5 km de Ploërmel. On peut s'y rendre facilement à pied, du chef-lieu, soit par la route de Vannes, jusqu'à la Ville Briend, soit par le chemin vicinal de Bezons et du Roc Briend. Les personnes venant des directions de Nantes, Redon, Lorient (..) [peuvent] profiter du train qui arrive à Roc-Saint-André. (..) De la gare du Roc à Montertelot 2 km à faire en empruntant le chemin de halage qui offrira une charmante promenade ».

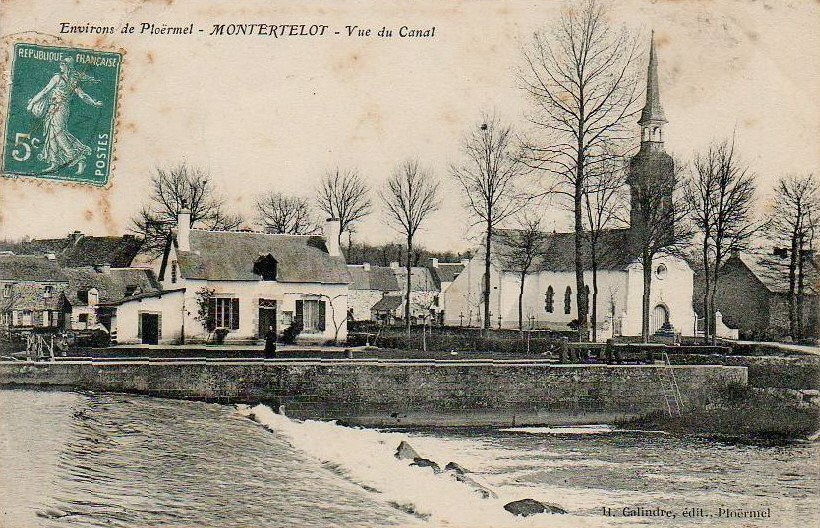
Le bourg de Montertelot vu du canal vers 1925 (carte postale).
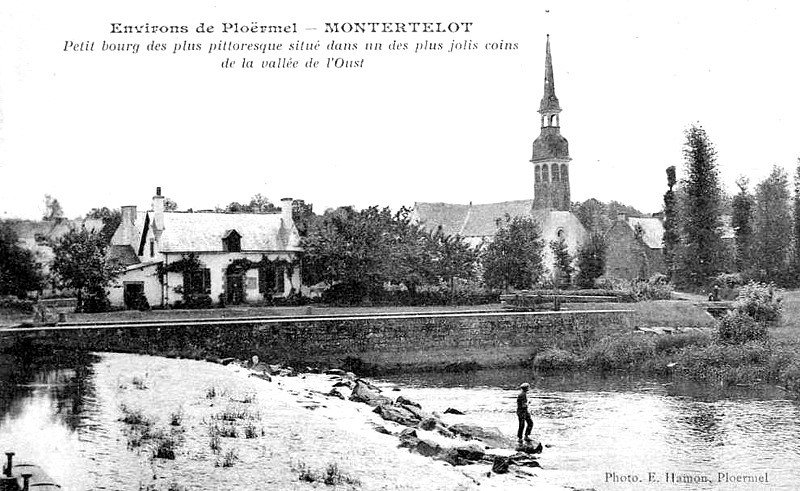
Montertelot vu de l'Oust vers 1925 (carte postale).
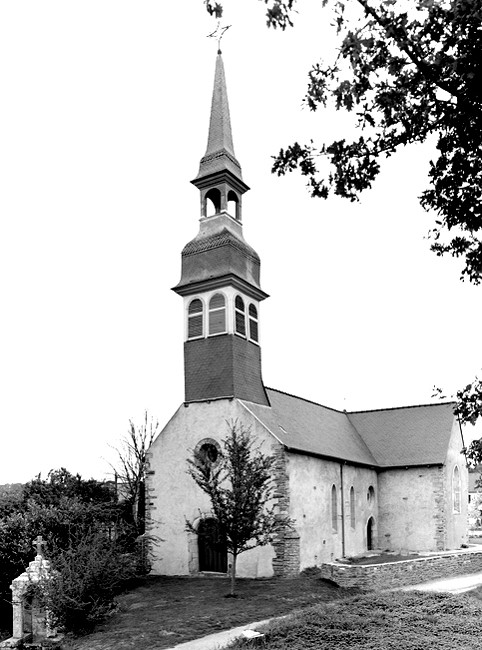
Montertelot ː église paroissiale Saint-Laur vers 1925 (carte postale).
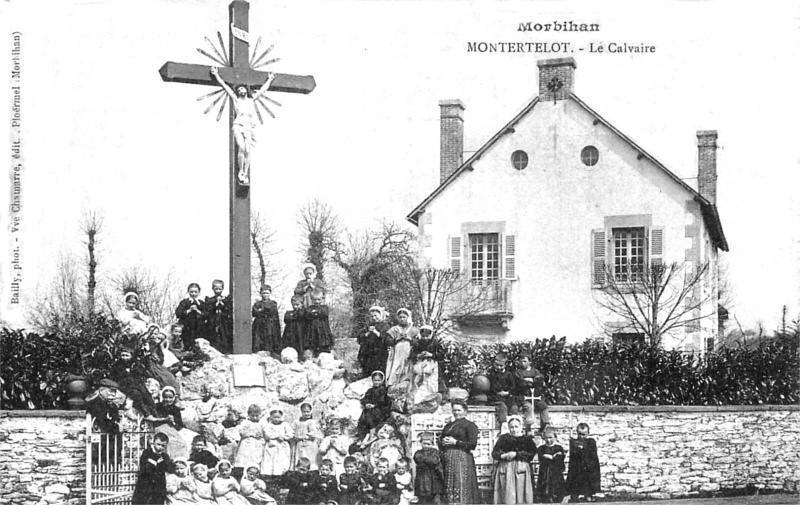
Le calvaire de Montertelot vers 1925 (carte postale).

#### La Seconde Guerre mondiale
Le monument aux morts de Montertelot porte les noms de 5 personnes mortes pour la France pendant la Seconde Guerre mondiale ; parmi elles François Roux, soldat au 137e régiment d'infanterie est mort le 1er juin 1940 lors de la Bataille de France à Hoymille (Nord) ; Henri Lemercier, résistant FFI, est mort des suites  de ses blessures le 2 septembre 1944 à Beignon ; Joseph Doudard, résistant, déporté au camp de concentration de Neuengamme, est mort noyé le 3 mai 1945 dans la baie de Lübeck alors que le navire sur lequel il était évacué est coulé par la RAF.
Le 25 juin 1942 le préfet du Morbihan demande au conseil municipal d'étudier un projet de rattachement à la commune de La Chapelle, ce qui est refusé par le dit conseil le 12 juillet 1942.
Montertelot n'a plus d'école publique depuis 1943.

#### L'après Seconde Guerre mondiale
En 1949 une ordonnance épiscopale de Mgr Bellec, évêque de Vannes, agrandit la paroisse de Montertelot au détriment de celle de Ploërmel en lui adjoignant les maisons et hameaux de Roc Briend, La Balayère, Le Grand Pré et la Gainais.
Deux soldats originaires de Montertelot (Julien Badouel et René Rio) sont morts pour la France durant la Guerre d'Algérie.

## Politique et administration
| Période                                  | Période        | Identité                      | Étiquette | Qualité |
| ---------------------------------------- | -------------- | ----------------------------- | --------- | --- |
| avant 1803                               | 1804           | Joseph Veillon                |           | |
| 1804                                     | 1811           | Jean Huet                     |           | |
| 1811                                     | après 1818     | Jean Joseph Eonnet            |           | Maire de Ploërmel (chargé de la tenue de l'état-civil de la commune de Montertelot).                                                                            |
| avant 1823                               | 1830           | Pierre Duportal               |           | Maire de Ploërmel (chargé de la tenue de l'état-civil de la commune de Montertelot).                                                                            |
| 1830                                     | 1835           | Claude Desgoulle              |           | Maire de Ploërmel (chargé de la tenue de l'état-civil de la commune de Montertelot).                                                                            |
| 1835                                     | 1836           | Rodolphe Duportal             |           | Maire de Ploërmel (chargé de la tenue de l'état-civil de la commune de Montertelot).                                                                            |
| 1836                                     | 1845           | Pierre Caro                   |           | |
| 1845                                     | 1846           | Joseph Bonable                |           | |
| 1848                                     | 1850           | Pierre Déro                   |           | |
| 1850                                     | 1852           | Julien Guého                  |           | |
| 1852                                     | 1862           | Joseph Bonable                |           | Déjà maire entre 1845 et 1846. |
| 1862                                     | 1867           | Michel Richard                |           | Laboureur. |
| 1870                                     | 1880           | Jean Marie Emeraud            |           | Menuisier. Adjoint assumant les fonctions de maire entre 1867 et 1870.                                                                                          |
| 1880                                     | 1887           | Jean Pierre Caro              |           | |
| 1887                                     | 1888           | Jean-Baptiste Gougaud         |           | |
| 1888                                     | 1904           | René du Breuil de Pont-Briand |           | Vicomte.. |
| 1904                                     | après 1907     | François Richard              |           | |
|                                          |                |                               |           | |
|                                          | 1918           | Augustin Duchesne             |           | Ancien combattant de la Guerre de 1870. Très dévoué aux œuvres catholiques                                                                                      |
|                                          |                |                               |           | |
| 1947                                     |                | Roger Bonno                   | MRP       | Plus jeune maire de France lors de son élection (23 ans). |
|                                          |                |                               |           | |
| 1986                                     | 1989           | Pierre Rio                    | S-E       | |
| 1989                                     | 2004           | Pierre Kerloc'h               | DVD       | Conseiller général. Décoré de l'Ordre national du Mérite par le décret du 14 mai 1997 pour « 36 ans de services civils, militaires et de fonctions électives ». |
| 2004                                     | 2008           | Anne-Marie Fournard           | -         | |
| 2008                                     | 3 juillet 2020 | Martine Le Guilly             | PS        | |
| 3 juillet 2020                           | En cours       | Nellie Jolivet                | PS        | |
| Les données manquantes sont à compléter. |                |                               |           | |

## Démographie
L'évolution du nombre d'habitants est connue à travers les recensements de la population effectués dans la commune depuis 1793. Pour les communes de moins de 10 000 habitants, une enquête de recensement portant sur toute la population est réalisée tous les cinq ans, les populations de référence des années intermédiaires étant quant à elles estimées par interpolation ou extrapolation. Pour la commune, le premier recensement exhaustif entrant dans le cadre du nouveau dispositif a été réalisé en 2007.

En 2022, la commune comptait 370 habitants, en évolution de +2,78 % par rapport à 2016 (Morbihan : +3,82 %, France hors Mayotte : +2,11 %).
| 1793 | 1800 | 1806 | 1821 | 1831 | 1836 | 1841 | 1846 | 1851 |
| ---- | ---- | ---- | ---- | ---- | ---- | ---- | ---- | ---- |
| 210  | 177  | 217  | 265  | 243  | 242  | 242  | 246  | 245  |

| 1856 | 1861 | 1866 | 1872 | 1876 | 1881 | 1886 | 1891 | 1896 |
| ---- | ---- | ---- | ---- | ---- | ---- | ---- | ---- | ---- |
| 243  | 240  | 252  | 248  | 237  | 235  | 237  | 213  | 216  |

| 1901 | 1906 | 1911 | 1921 | 1926 | 1931 | 1936 | 1946 | 1954 |
| ---- | ---- | ---- | ---- | ---- | ---- | ---- | ---- | ---- |
| 230  | 231  | 207  | 181  | 171  | 187  | 203  | 199  | 208  |

| 1962 | 1968 | 1975 | 1982 | 1990 | 1999 | 2006 | 2007 | 2012 |
| ---- | ---- | ---- | ---- | ---- | ---- | ---- | ---- | ---- |
| 213  | 227  | 242  | 268  | 279  | 255  | 322  | 331  | 366  |

| 2017 | 2022 | - | - | - | - | - | - | - |
| ---- | ---- | - | - | - | - | - | - | - |
| 355  | 370  | - | - | - | - | - | - | - |

## Lieux et monuments

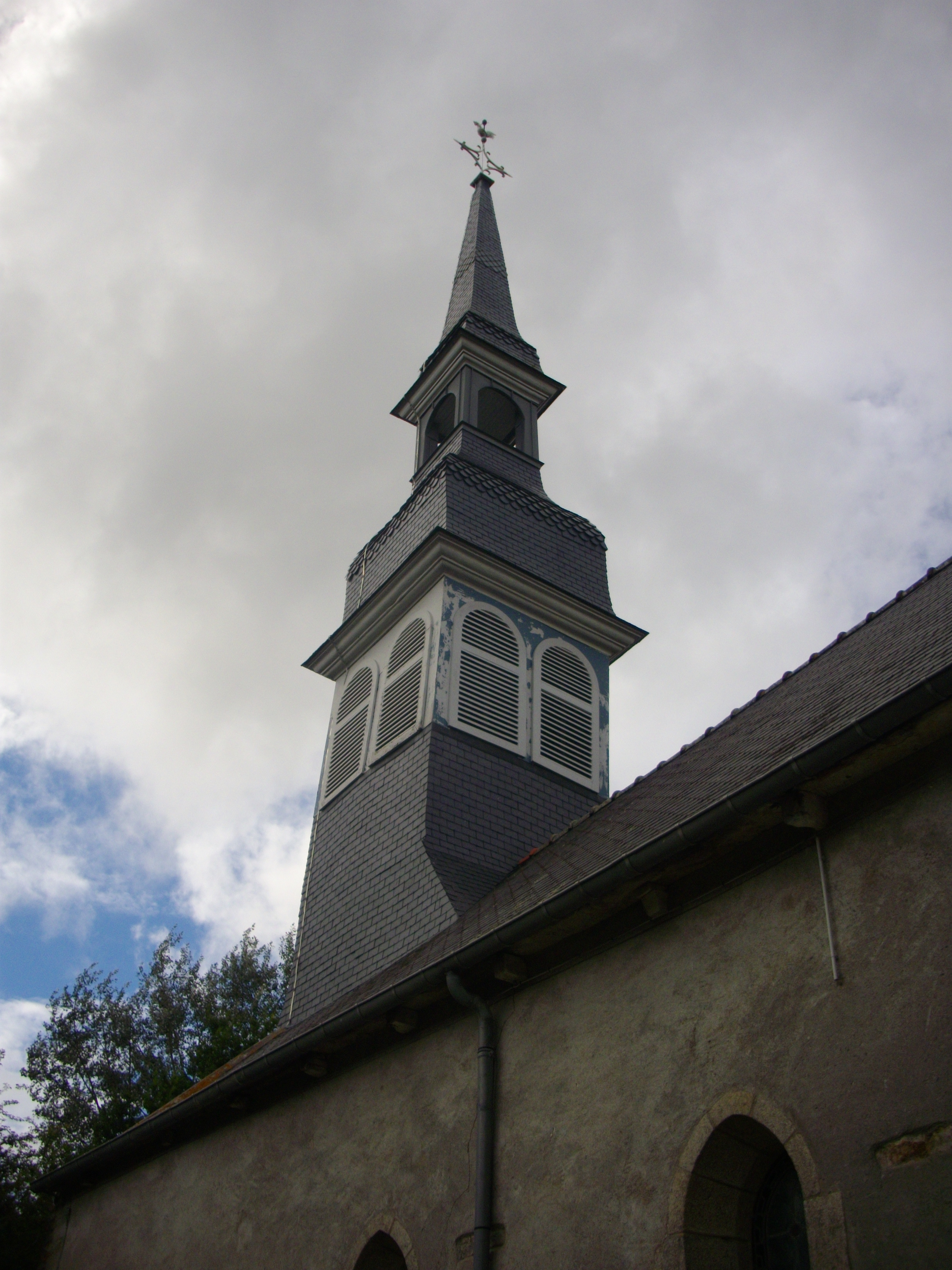
Le clocher de l'église Saint-Laur.

- L'église paroissiale de Montertelot : dédiée à saint Laur (ou saint Léry), l'église n'était à l'origine qu'une grange. Les pierres grossières en attestent à l'extrémité nord-ouest de la nef, près des fonts baptismaux. Les premiers travaux d'extension datent de 1617. En 1861, l'église prend sa forme définitive et conserve l'aspect général qu'on lui connaît encore aujourd'hui. L'église possède de nombreux objets religieux remarquables, dont un tableau du Rosaire.

- La fontaine de Saint Laur (derrière l'église) : réalisée en 1885. Une statue en bois de pommier représentant saint Laur remplace la statue d'origine.
- Le calvaire de Montertelot et la croix de chemin de la Ville-Briend, tous deux inscrits au titre des monuments historiques depuis le 30 mai 1927.

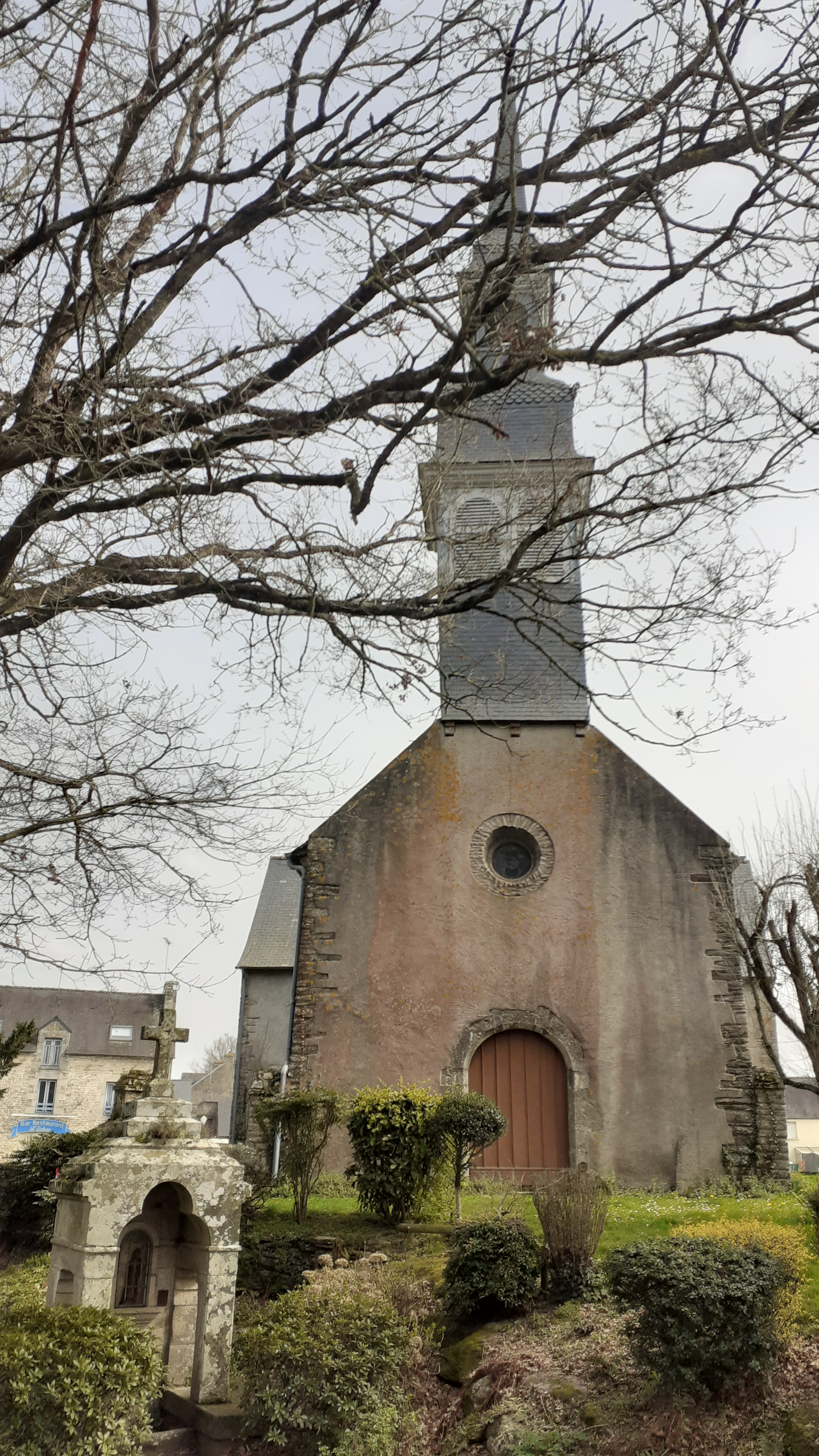
Façade de l'église Saint-Laur
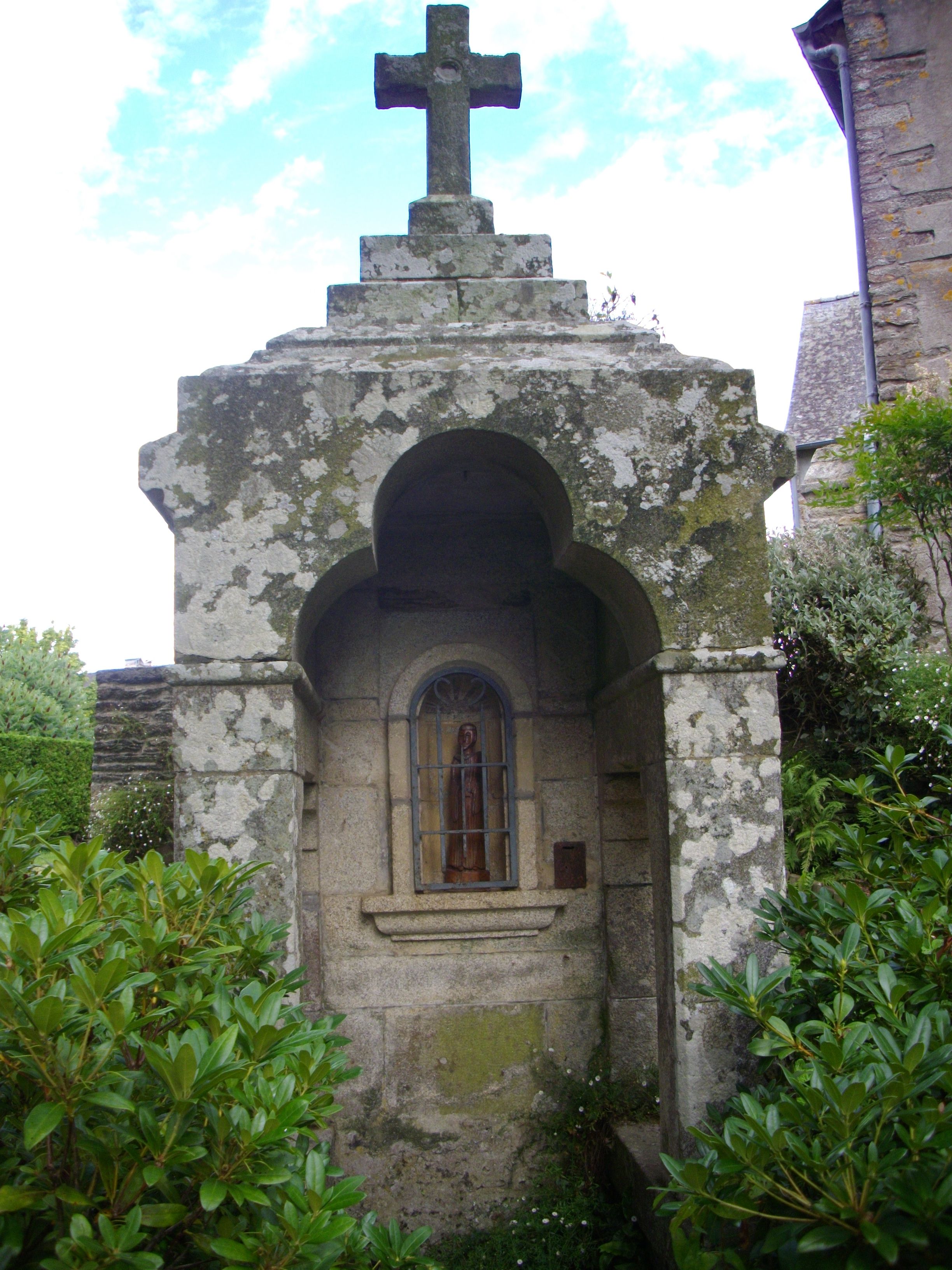
La fontaine représentant Saint Laur, derrière l'église.
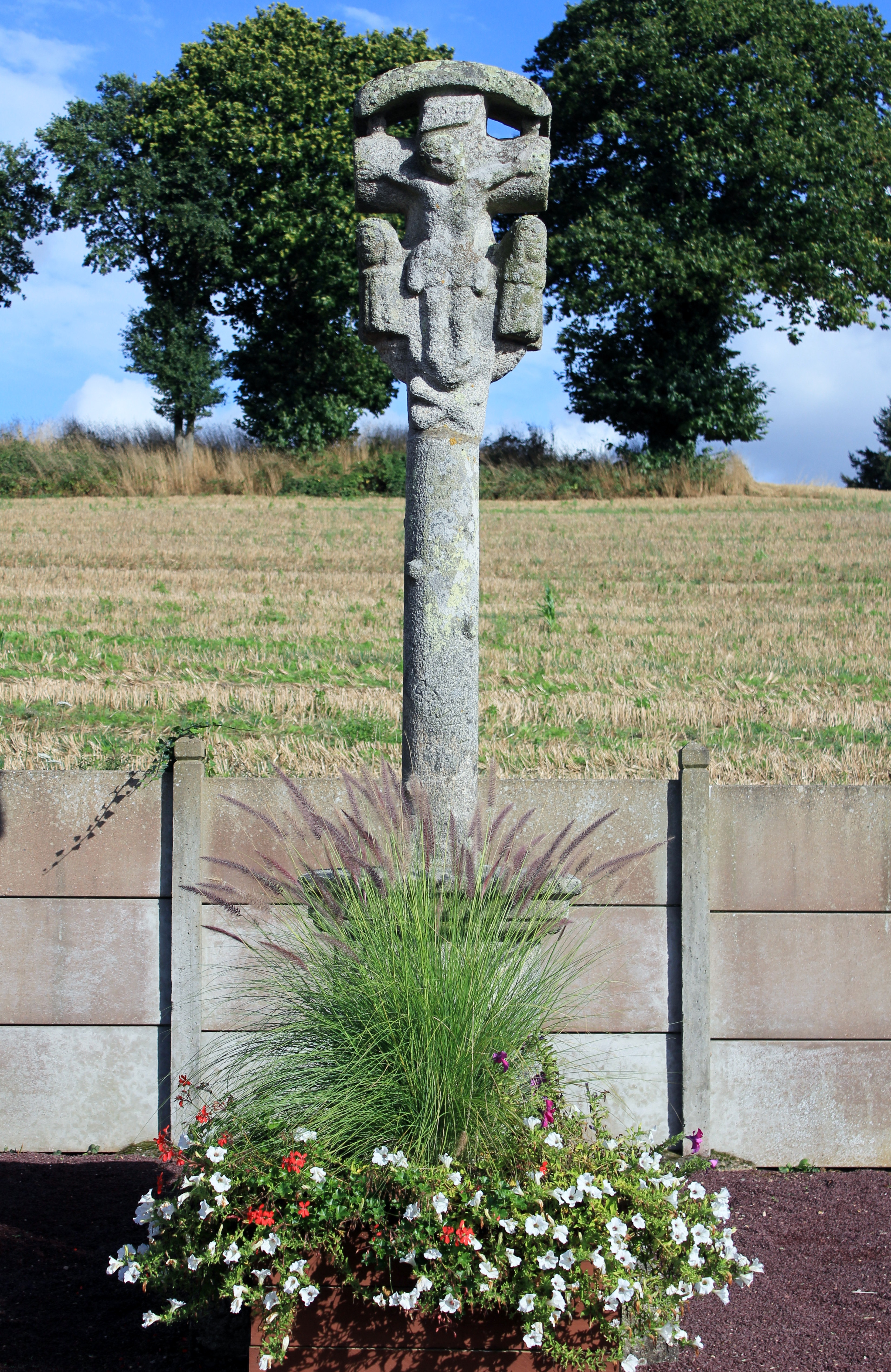
Le calvaire de Montertelot : vue d'ensemble.
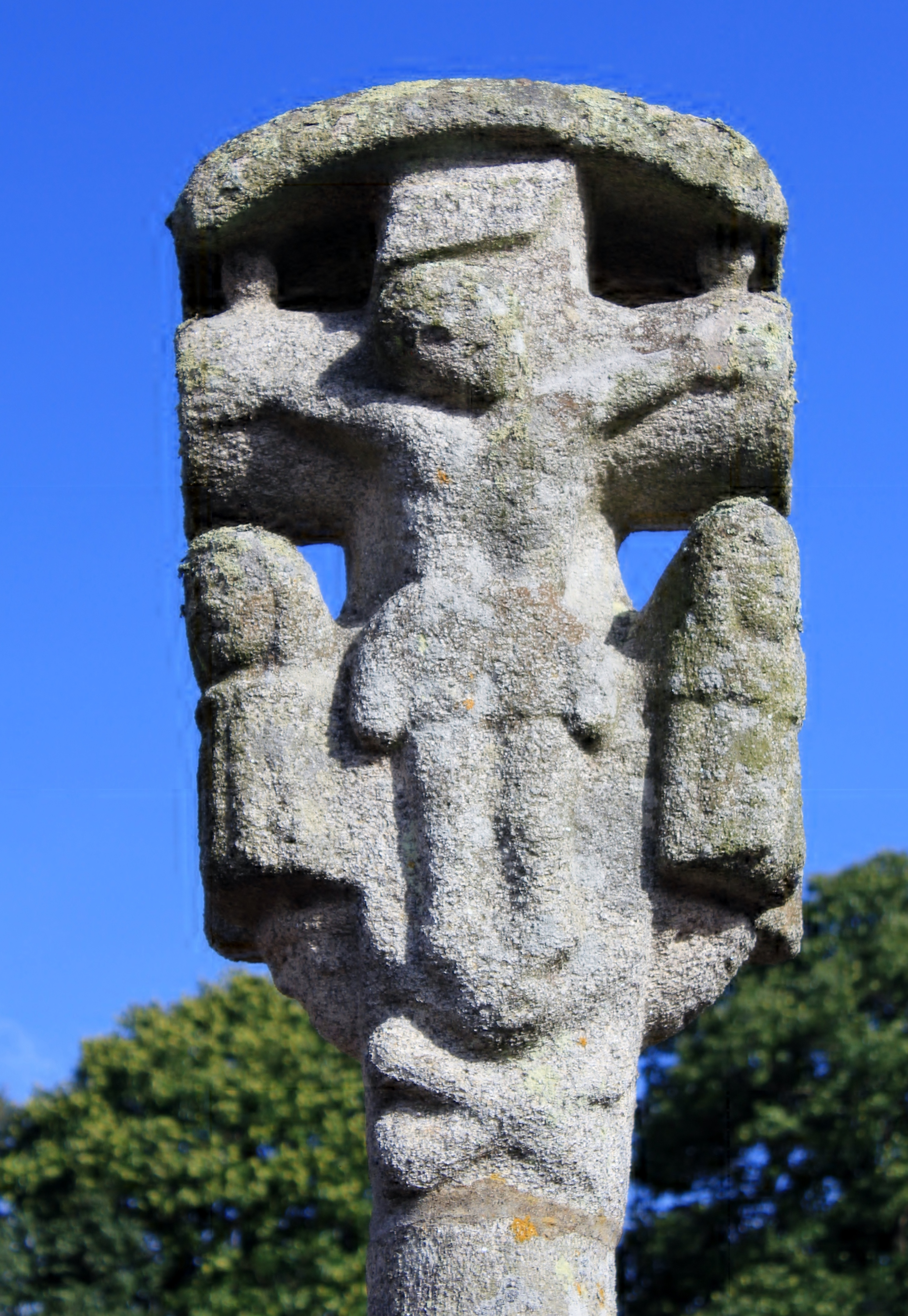
Le calvaire de Montertelot : partie sommitale.
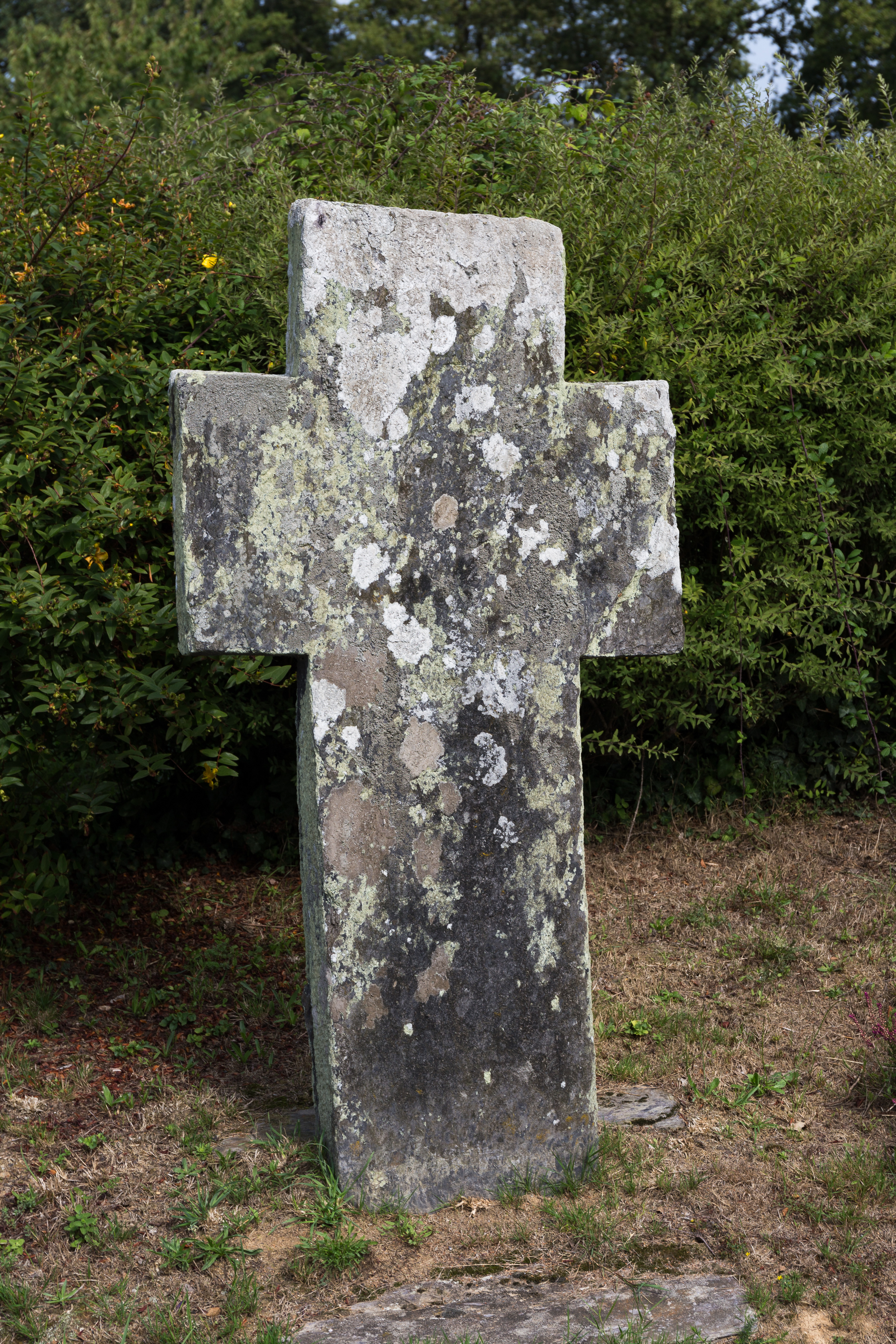
Croix palis de la Ville-Briend à Montertelot.

- L'écluse de Montertelot (écluse n° 29 du Canal de Nantes à Brest).

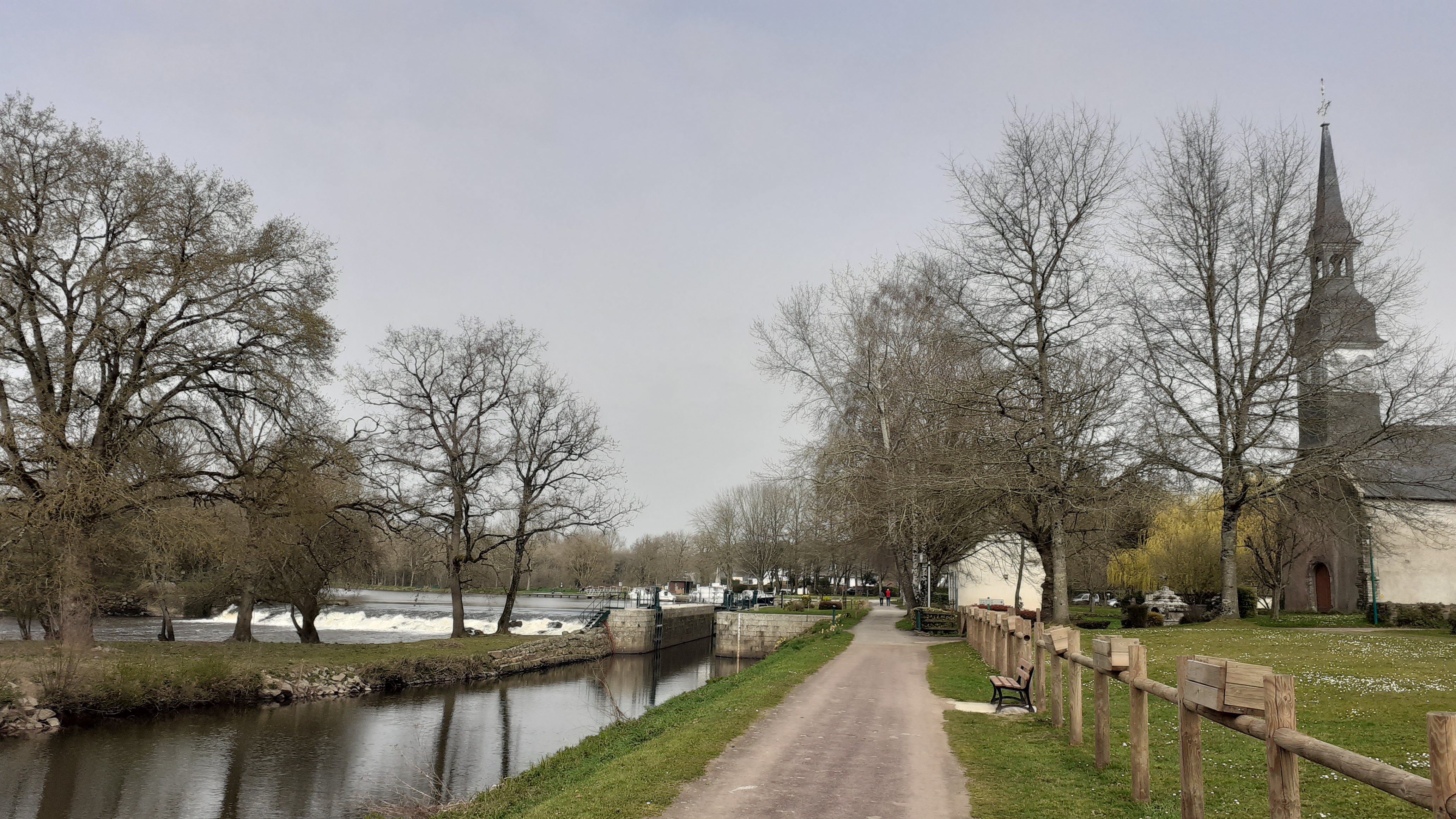
Vue générale du site de l'écluse de Montertelot
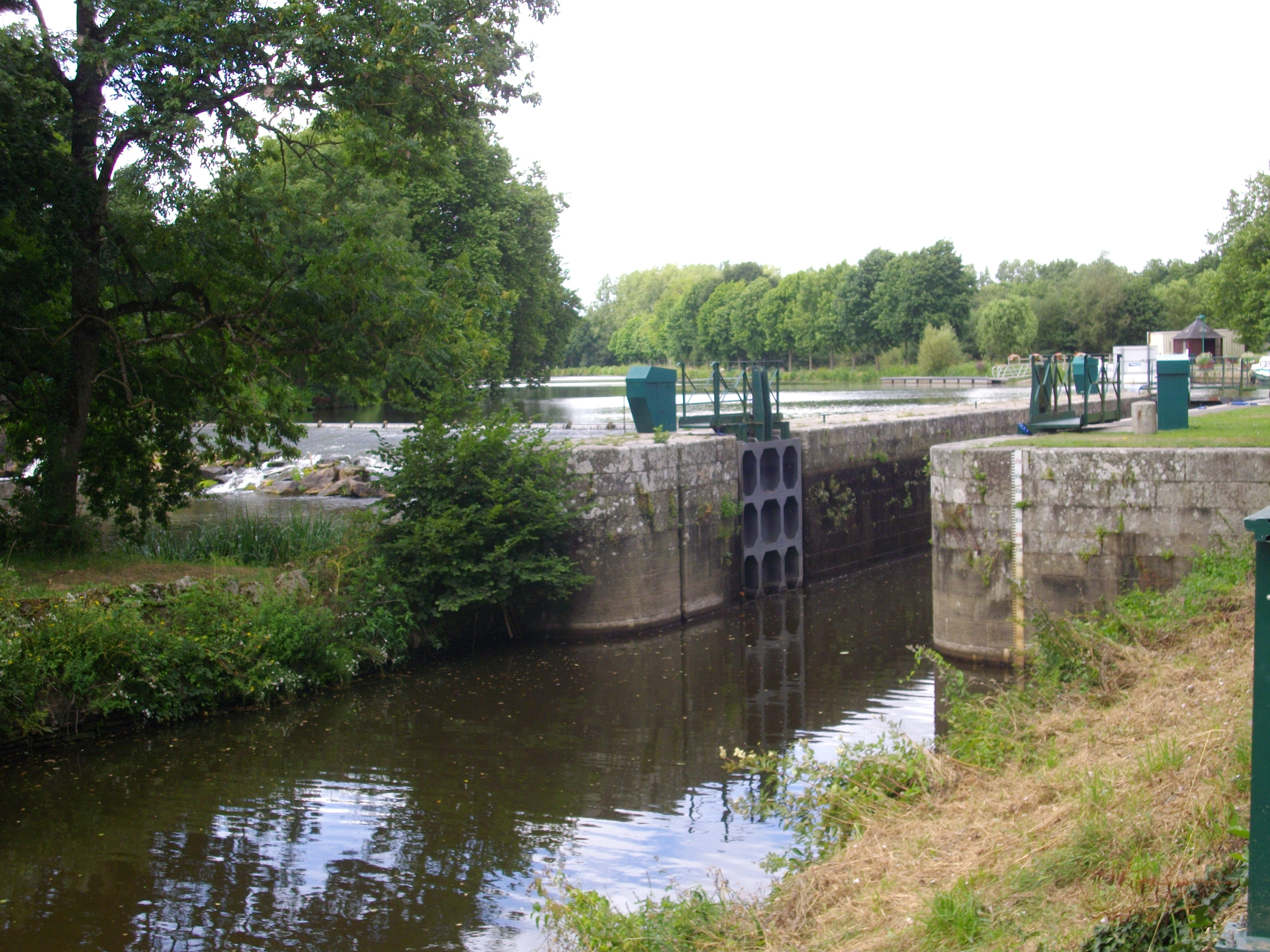
L'écluse de Montertelot.

## Personnalités liées à la commune
- Saint Laur y aurait fondé un monastère au VIIe siècle. Selon la légende rapportée par Joseph-Marie Le Mené[49], saint Laur aurait d'abord prêché à Josselin, puis se serait embarqué sur l'Oust, son manteau lui servant de canot, et serait arrivé à Montertelot où il aurait séjourné pendant quelque temps et bâti un monastère[30].